# Tiro com arco nos Jogos Asiáticos de 2022
As competições de Tiro com arco nos Jogos Asiáticos de 2022 em Guanzhou, na China, serão realizados entre os dias 1 e 7 de outubro de 2023 no Fuyang Yinhu Sports Centre localizado no distrito de Fuyang. Ao todo, 10 eventos farão parte deste programa em duas modalidades: recurso e composto, divididos individualmente e por equipes em cada gênero, além de um por equipes misto. Estes eventos ainda servirão como parte da qualificação asiática aos Jogos Olímpicos de Verão de 2024 a ser disputado em Paris, na França.

## Calendário
| R | Rodadas de ranqueamento | E | Rodadas eliminatórias | F | Finais |

| Evento↓/Data →                 | 1 Dom | 2 Seg | 3 Ter | 4 Qua | 4 Qua | 5 Qui | 5 Qui | 6 Sex | 6 Sex | 7 Sáb |
| ------------------------------ | ----- | ----- | ----- | ----- | ----- | ----- | ----- | ----- | ----- | ----- |
| Recurvo individual masculino   | R     | E     | E     |       |       |       |       |       |       | F     |
| Composto individual masculino  | R     | E     | E     |       |       |       |       |       |       | F     |
| Recurvo por equipes masculino  | R     | E     |       |       |       |       |       | E     | F     |       |
| Composto por equipes masculino | R     | E     |       |       |       | E     | F     |       |       |       |
| Recurvo individual feminino    | R     | E     | E     |       |       |       |       |       |       | F     |
| Composto individual feminino   | R     | E     | E     |       |       |       |       |       |       | F     |
| Recurvo por equipes feminino   | R     | E     |       |       |       |       |       | E     | F     |       |
| Composto por equipes feminino  | R     | E     |       |       |       | E     | F     |       |       |       |
| Recurvo por equipes misto      | R     | E     |       | E     | F     |       |       |       |       |       |
| Composto por equipes misto     | R     | E     |       | E     | F     |       |       |       |       |       |

## Nações participantes
Ao todo, 30 CONs qualificaram ao menos um atleta em um dos eventos. Entre parênteses encontra-se representada a quantidade de atletas.
- BAN Bangladesh
- BHU Butão
- CHN China
- TPE Taipé Chinês
- HKG Hong Kong
- IND Índia
- INA Indonésia
- IRI Irã
- IRQ Iraque
- JPN Japão
- KAZ Cazaquistão
- KGZ Quirguistão
- LAO Laos
- MAS Malásia
- MGL Mongólia
- MYA Mianmar
- NEP Nepal
- PRK Coreia do Norte
- PAK Paquistão
- PHI Filipinas
- QAT Catar
- KSA Arábia Saudita
- SGP Singapura
- KOR Coreia do Sul
- SRI Sri Lanka
- TJK Tajiquistão
- THA Tailândia
- UAE Emirados Árabes Unidos
- VIE Vietnã

## Medalhistas

### Recurvo
| Evento                        | Ouro | Prata | Bronze |
| ----------------------------- | ---- | ----- | ------ |
| Individual masculino detalhes |      |       |        |
| Equipes masculino detalhes    |      |       |        |
| Individual feminino detalhes  |      |       |        |
| Equipes feminino detalhes     |      |       |        |
| Equipes misto detalhes        |      |       |        |

### Composto
| Event                         | Ouro | Prata | Bronze |
| ----------------------------- | ---- | ----- | ------ |
| Individual masculino detalhes |      |       |        |
| Equipes masculino detalhes    |      |       |        |
| Individual feminino detalhes  |      |       |        |
| Equipes feminino detalhes     |      |       |        |
| Equipes misto detalhes        |      |       |        |